# Gerard Adriaan Heineken
Gerard Adriaan Heineken (Amsterdam, 29 settembre 1841 – 18 marzo 1893) è stato un imprenditore olandese.
Fu il fondatore della Heineken.
Nel 1864 decise di acquistare la fabbrica di birra De Hooiberg. Qui iniziò a preparare la sua nuova birra.